# Alternatywa Socjalistyczna (Holandia)
Alternatywa Socjalistyczna (niderl. Socialistisch Alternatief) – holenderska organizacja o profilu trockistowskim. Jest sekcją Komitetu na rzecz Międzynarodówki Robotniczej.
Została założona w 1977 pod nazwą Voorwaarts (Naprzód). Od początku lat 80 do 2010 stosowała nazwę Offensief. Od września 2010 roku grupa zmieniła się na nazwę na obecną, aby „odzwierciedlać potrzebę socjalistycznej alternatywy, co jest potrzebne w czasach kryzysu kapitalistycznego”.
Pierwotnie działa w holenderskiej Partii Pracy (PvdA). W 1998 roku, Alternatywa Socjalistyczna (wtedy jeszcze nazywany Offensive) opuściła PvdA i przeniosła się do Partii Socjalistycznej, gdzie działała w ramach entryzmu. Jej członkowie zostali wykluczeni z SP w lutym 2009 roku, ze względu na bycie „partią w partii”.